# Jean Walschaerts
Jean Walschaerts (ur. 19 maja 1943 w Berchem) – belgijski kolarz torowy i szosowy, dwukrotny medalista torowych mistrzostw świata.

## Kariera
Największy sukces w karierze Jean Walschaerts osiągnął w 1963 roku, kiedy zwyciężył w indywidualnym wyścigu na dochodzenie amatorów podczas torowych mistrzostw świata w Liège. W zawodach tych bezpośrednio wyprzedził Stanisława Moskwina z ZSRR oraz Hugh Portera z Wielkiej Brytanii. Na rozgrywanych rok później mistrzostwach świata w Paryżu Walschaerts był drugi w wyścigu ze startu zatrzymanego amatorów, ulegając jedynie Holendrowi Jacobowi Oudkerkowi. Kilkakrotnie zdobywał medale torowych mistrzostw kraju, w tym złoty w derny w 1965 roku. Nigdy nie wystąpił na igrzyskach olimpijskich. Startował również w wyścigach szosowych, jednak bez większych sukcesów.